# Celerino Cano Palacios
Celerino Cano Palacios (Atempan 1889 - 1968) fue un profesor y político mexicano, quien fuera presidente del Consejo Nacional Técnico de la Educación y fundador del Grupo de Estudios de Pedagogía Comparada.
Durante joven se dedicó al estudio liberal, siendo profesional como maestro de secundaria. Fue profesor del licenciado Vicente Lombardo Toledano en la escuela conocido como Liceo Teziuteco, y maestro de Manuel Ávila Camacho. Celerino Cano encabezó al grupo de estudiantes normalistas que dejaron las aulas en 1910 para empuñar las armas. Junto con el profesor Antonio Audirac se dedicó a la educación liberal en la ciudad de Teziutlán, Puebla. Varias escuelas fueron bautizadas en su honor en el municipio de Atempan. Pasó la mayor parte de su vida en la ciudad de Teziutlán. Fue candidato a senador por el PPS, pero fue expulsado en 1958 del Partido Popular Socialista junto a Enrique Ramírez y Ramírez y Rodolfo Dorantes. En un principio fue encargado junto con Mario Aguilera Dorantes de la realización de los libros de texto gratuitos, hasta que se le acusó a ambos de comunistas, ataques provenientes de la revista La Nación. 

## Obras
- La Educación pública en México: desde el 1.̊ de diciembre de 1934 hasta el 30 de noviembre de 1940 (1941)
- La acción cultural y educativa del régimen (1963)
- El Consejo Nacional Técnico de la Educación (1965)
- Hacia el establecimiento del Consejo Interamericano de la Educación, la Ciencia y la Cultura (1966)
- Nuestros estudios de Pedagogía Comparada (1967)